# 渚の天使
「渚の天使」（なぎさのてんし）は、1968年7月1日に発売された弘田三枝子のシングル（規格品番：P-24）。

## 解説
ザ・ジャガーズやオックスに先駆けスタックス系の実験作となった作品。折しも当時弘田三枝子はR&Bに傾倒中であった。サウンドのバランスとスピード感が素晴らしい仕上がりとなっている。変ロ長調である。
B面曲「恋のエンジェル・ベイビー」は、林春生の作詞である。此方も変ロ長調である。ドラムにオルガンとギターのユニゾンが絡むイントロから、音の隙間までアレンジしちゃったかのようなゴキゲンな作品であり、抜群のノリで唄っている。弘田三枝子本人はA面曲ですらろくに覚えていないと云うが、この曲を聴いては「ナッツカシィー!」という唸りの混じったリアクションを示したとのことである。
オリジナル7インチシングル盤歌詞カードには、詞と共にA・B面曲各々のメロディー譜が印刷されている。

## 収録曲
※原出典においては「作詞」が「作詩」と表記されている。
- 両楽曲共に、作曲・編曲：筒美京平

1. 渚の天使 [02:16]
作詞：橋本淳
2. 恋のエンジェル・ベイビー [03:07]
作詞：林春生

## 演奏者
- コロムビア女声合唱団、コロムビア・オール・スターズ[2]

## スタッフ
- 制作担当:東元晃